# Station Flémalle-Grande
Station Flémalle-Grande is een spoorwegstation langs spoorlijn 125 (Namen - Luik) in de gemeente Flémalle. Het station bestaat uit een enkel eilandperron dat met een trap vanuit een onderdoorgang onder het spoor bereikbaar is.
In dit station is een aftakking naar spoorlijn 125A die lijn 125 tot voorbij station Leman volgt en dan afbuigt om de Maas te kruisen.

## Treindienst
| Serie       | Treinsoort          | Route | Bijzonderheden                                                                                                  |
| ----------- | ------------------- | --- | --- |
| L 4950      | L-trein (NMBS)      | Luik-Guillemins – Flémalle-Grande – Hoei – Namen                                                                           | |
| P 7460/8460 | Piekuurtrein (NMBS) | Statte – Flémalle-Grande – Luik-Guillemins                                                                                 | Rijdt alleen op werkdagen.                                                                                      |
| P 7480/8480 | Piekuurtrein (NMBS) | [ Hoei – Namen ] / [ Herstal – Luik-Sint-Lambertus – Luik-Guillemins – [ Rivage – Gouvy ] / [ Flémalle-Grande – Statte ] ] | Rijdt alleen op werkdagen. Een trein vanuit Herstal naar Gouvy. Twee treinen per richting tussen Hoei en Namen. |

## Reizigerstellingen
De grafiek en tabel geven het gemiddeld aantal instappende reizigers weer op een week-, zater- en zondag.
| Tabel: aantal instappende reizigers station Flémalle-Grande | Tabel: aantal instappende reizigers station Flémalle-Grande | Tabel: aantal instappende reizigers station Flémalle-Grande | Tabel: aantal instappende reizigers station Flémalle-Grande |
|                                                             | Weekdag                                                     | Zaterdag                                                    | Zondag                                                      |
| ----------------------------------------------------------- | ----------------------------------------------------------- | ----------------------------------------------------------- | ----------------------------------------------------------- |
| 1977                                                        | 136                                                         | 43                                                          | 18                                                          |
| 1978                                                        | 177                                                         | 46                                                          | 31                                                          |
| 1979                                                        | 139                                                         | 34                                                          | 15                                                          |
| 1980                                                        | 166                                                         | 78                                                          | 35                                                          |
| 1981                                                        | 203                                                         | 55                                                          | 43                                                          |
| 1982                                                        | 163                                                         | 49                                                          | 21                                                          |
| 1983                                                        | 198                                                         | 54                                                          | 22                                                          |
| 1984                                                        | 141                                                         | 36                                                          | 24                                                          |
| 1985                                                        | 204                                                         | 19                                                          | 18                                                          |
| 1986                                                        | 168                                                         | 30                                                          | 24                                                          |
| 1987                                                        | 206                                                         | 36                                                          | 20                                                          |
| 1988                                                        | 153                                                         | 37                                                          | 30                                                          |
| 1989                                                        | 149                                                         | 30                                                          | 14                                                          |
| 1990                                                        | 118                                                         | 27                                                          | 16                                                          |
| 1991                                                        | 137                                                         | 37                                                          | 14                                                          |
| 1992                                                        | 122                                                         | 35                                                          | 19                                                          |
| 1993                                                        | 122                                                         | 26                                                          | 18                                                          |
| 1994                                                        | 128                                                         | 16                                                          | 8                                                           |
| 1995                                                        | 88                                                          | 14                                                          | 8                                                           |
| 1996                                                        | 113                                                         | 17                                                          | 8                                                           |
| 1997                                                        | 97                                                          | 13                                                          | 16                                                          |
| 1998                                                        | 116                                                         | 28                                                          | 16                                                          |
| 1999                                                        | 70                                                          | 24                                                          | 8                                                           |
| 2000                                                        | 151                                                         | 46                                                          | 34                                                          |
| 2001                                                        | 103                                                         | 15                                                          | 10                                                          |
| 2002                                                        | 112                                                         | 15                                                          | 12                                                          |
| 2003                                                        | 91                                                          | 15                                                          | 10                                                          |
| 2004                                                        | 61                                                          | 6                                                           | 6                                                           |
| 2005                                                        | 89                                                          | 12                                                          | 7                                                           |
| 2006                                                        | 89                                                          | 14                                                          | 8                                                           |
| 2007                                                        | 93                                                          | 12                                                          | 8                                                           |
| 2008                                                        | -                                                           | -                                                           | -                                                           |
| 2009                                                        | 92                                                          | 11                                                          | 12                                                          |
| 2010                                                        | -                                                           | -                                                           | -                                                           |
| 2011                                                        | -                                                           | -                                                           | -                                                           |
| 2012                                                        | 115                                                         | 20                                                          | 13                                                          |
| 2013                                                        | 147                                                         | 19                                                          | 15                                                          |
| 2014                                                        | 129                                                         | 25                                                          | 25                                                          |
| 2015                                                        | 90                                                          | 27                                                          | 20                                                          |
| 2016                                                        | 112                                                         | 13                                                          | 9                                                           |
| 2017                                                        | 80                                                          | 19                                                          | 23                                                          |
| 2018                                                        | 87                                                          | 21                                                          | 20                                                          |
| 2019                                                        | 91                                                          | 29                                                          | 22                                                          |
| 2020                                                        | 74                                                          | 15                                                          | 15                                                          |
| 2021                                                        | -                                                           | -                                                           | -                                                           |
| 2022                                                        | 147                                                         | 64                                                          | 30                                                          |
| 2023                                                        | 129                                                         | 30                                                          | 42                                                          |
| 2024                                                        | 129                                                         | 41                                                          | 42                                                          |

0,0: Ans ·
9,7: Flémalle-Grande ·
10,4: Leman ·
11,6: Flémalle-Haute
0,0: Luik-Guillemins ·
1,1: Val-Benoît ·
2,9: Sclessin ·
5,1: Tilleur ·
6,4: Pont-de-Seraing ·
7,3: Jemeppe-sur-Meuse ·
9,3: Flémalle-Grande ·
10,0: Leman ·
11,2: Flémalle-Haute ·
12,3: Chokier ·
14,0: Aigremont ·
15,3: Engis ·
17,3: La Mallieue ·
18,8: Hermalle-sous-Huy ·
21,2: Haute-Flône ·
22,5: Amay ·
24,9: Ampsin ·
27,9: Corphalie ·
29,4: Hoei ·
30,4: Statte ·
32,7: Bas-Oha ·
35,7: Java ·
40,3: Andenne ·
41,7: Château-de-Seilles ·
46,5: Sclaigneaux ·
48,8: Namêche ·
51,5: Marche-les-Dames ·
54,7: Beez ·
57,1: Faubourg-Saint-Nicolas ·
59,5: Namen